# Ligament fabello-fibulaire
Le ligament fabello-fibulaire est un ligament de l'articulation fémoro-tibiale.

## Description
Le ligament fabello-fibulaire est un ligament qui prend naissance sur le bord latéral de la fabella. Il descend parallèlement au ligament collatéral tibial et se termine sur l'apex de la tête fibulaire.
Si la fabella est absente , il prend naissance sur le bord postérieur de l'épicondyle latéral du fémur.

## Anatomie fonctionnelle
Le ligament fabello-fibulaire complète le ligament poplité arqué comme stabilisateur statique et freine la rotation externe, le varus et la translation postérieure de l'articulation fémoro-tibiale.